# 結月春菜
結月 春菜（ゆづき はるな、1992年3月22日 - ）は、日本の女性声優、タレント、モデル。神奈川県生まれ、ドイツ育ち。フリー。

## 概要
かつては同人舎（現：アル・シェア）、ジャストプロ（アップフロントグループ）に所属していた。
幼少期をドイツやアメリカ合衆国で過ごした。明治大学を2014年に卒業。
デビュー作はリチャード・ギア主演のサスペンス作『キング・オブ・マンハッタン 危険な賭け』のエバ役。当初はナレーションを中心に活動していたが、2013年に放送された『ファイブクロス』の公式ファイターとしてレギュラー番組に出演していた。
メインキャラクターでは株式会社QUICKの提供するIRroid九十九蘭役に抜擢されたほかアニメ「にごどる!」の星宮こもも役を務める。
ゲーム主題歌を複数担当している。

## 人物
清水愛が出演予定だった生放送に代打として出演している。また、有野いくと共にコミックマーケット83 小学館ブースにイナズマイレブンのコスプレで登場した。
特技はFPSゲーム、料理、陸上競技、歌。

## 出演作品
※太字は主役・メインキャラクター

### アニメ・TV
2016年
- 『にごどる!』SRアニメ……(星宮こもも役)[11]
- 『IRroid 恋の有効フロンティア』テレビCM……(九十九蘭役)[12]
- 『戦乱のサムライキングダム』テレビCM……(はゆゆ役)

2015年以前
- 『エイチ・エス損保 スマートネッとU』WebアニメCM ……(ゆき役)
- 『日経CNBC』 ……ゲスト
- 『アーツテック』……(妹役)
- 『NHKワールド　MONO-ZUKURI NIPPON 〜日本の技術が世界を変える〜』
- 日本ビール『白濁ビール』ネットCM[13]
- SHELTER『CONVECTION OVEN』ネット/店舗CM
- 『Anime-TV』テレビVTR出演

### 歌
2016年
- 『プリンセスドライブ』ゲーム主題歌　〜Milky Honey〜
- 『にごどる！』SRアニメ3rdテーマ　〜いろどる☆にごどる！〜

2015年以前
- 『戦乱のサムライキングダム』ゲームキャラクターソング　〜桜コメット〜

- 『ねんしょう！』ゲーム主題歌 〜幸福の方程式〜
- 『にごどる！』SRアニメ2ndテーマ　〜We are　にごどる！〜
- 『にごどる！』SRアニメメインテーマ　〜にごどれ！うぇぶからーどフェアリー〜
- 『クロスサマナー』ゲーム主題歌　〜交錯の彼方に〜
- 『Draconic Saga 〜月詠の巫女〜』シングル

### ゲーム・吹き替え
2016年
- 『モンスターストライク(3DS/アプリ)』……(鶴の射手・百花絢爛オリガミ役、アラクネ役)
- 『白猫プロジェクト(北米版)』……(キャトラ役、キティーレア役、レア役)
- 『白猫プロジェクト(韓国版)』……(キティーレア役)
- 『戦乱のサムライキングダム』......(南部晴政役、龍造寺隆信役)
- 『IRroid　恋の有効フロンティア』……(九十九蘭役)
- 『ヴァリアントナイツ』......(ポーラ＝ローラン役)
- 『クロスサマナー』……(夕霧役)
- 『箱庭のピグマリオン』……(有栖川真理亜役、流川真美役、パンドラ役)
- 『あっきのじかん』……(小熊みゅー役)

2015年以前
- 『CHESS HEROZ』……(カイサ役)
- 『プリンセスドライブ』……(小熊坂みるく役、小熊坂ありす役)
- 『イクシーズフェアリーズ』……(フーカス役、アイン役、ヴァーチェ役)
- 『ロストランドタクティクス』PV
- 『ネトラレロワイヤル』……(柊絵美役)
- 『ガールズバトル』……(大空風子役、服部美沙緒役、リルハ役、ラーミア役)
- Sony Computer Entertainment PV
- キング・オブ・マンハッタン 危険な賭け……（エバ役）

### Web・ドラマCD
2016年
- 『ウルトラマン』
- 『ナイショで○○されちゃうCD ~イタズラ妹添い寝編~』……(小熊坂みるく役)
- 『にごどる！誕生』……(星宮こもも役)
- IRroid……(九十九蘭役)

'2015年以前'
- IRroid……(九十九蘭役)
- 『福島らーめん組っ！』…… (松川いずみ、五ツ種たまを、黒川ミサ子)[14]
- 『AK-GARDEN』マスコットガール…… (ガデ子役)
- 『リーダーズセレクション〜エースと呼ばれる人は何をしているのか〜』……ナレーション

### ラジオ
- ジーパラドットコム 『ジーパラジオ！』……(しろくまましろ役)レギュラー
- インターネットラジオステーション音泉『あずべあ！！』第36回ゲスト
- Podcast番組『ほらボド！』第18話 ……(お姫様役)第18話

### Web番組
2016年
- 『バイオハザード 週刊アンブレラコア バトルステーション』 ……MC(レギュラー)
- 『ゲーがく！』……ファミリーゲスト
- 『サムキンチャンネル』……ゲストMC(レギュラー)
- 『ゲームのがっこう』……アシスタントMC

'2015年以前'
- 『ゲームのがっこう出張版 12オーディンズ』 ……ゲストMC(レギュラー)
- 『アプリのがっこう』 ……MC、アシスタントMC(レギュラー)
- 『ハイスクールDxD NEW FIGHT presents ドレスブレイクSHOW』……MC
- 『IA/VT-COLORFUL-発売直前特番「強者たちが音ゲーで全力対決してみたSP」』……MC
- 『東京カジノ王プロジェクト』……声優ゲスト
- 『乙女ちっく天国』 ……MC(レギュラー)
- 『クロサマカウントダウン生放送』 ……ゲスト
- 『クロサマ感謝祭〜24時間生放送』 ……パーソナリティー
- 『ファイブクロスナイト』 ……公式ファイター、アシスタントMC(レギュラー)（ファイブクロス公式ファイター/アシスタントMC）[15]
- 『ポケラボチャンネル』……MC(レギュラー)
- 『電人★ゲッチャ！』……ゲスト
- 『深夜のげーがく』……ゲスト
- 『AK-GARDENニコ生特番』 ……MC(レギュラー)
- 『電撃ホビー8周年記念ニコ生』『電ホビ.ch ワンフェス特集』...... (ガデ子役)

### 連載記事
- ジーパラ『声優 結月春菜のゲーム実況はじめました！』
- LIST『りすこ特集』

### イベント
2016年
- 「リアル桃太郎電鉄あきの広島編」……(ゲストMC)

- 「第零回 サムキン感謝祭」「第壱回〃」……(ゲストMC)
- 「にごどる！公開収録」「vol.2〃」「vol.3〃」「vol.4」 ……(星宮こもも役)
- 「電撃ホビーチャンネルin ワンダーフェスティバル2016［冬］」……(ガデ子役)

'2015年以前'
- 「アンビション10周年記念超新作特番」TGS全6ステージ ……(アシスタントMC)
- ニコニコ超会議2015 DAY1 ポケラボブース　《ポイっとヒーロー ステージ/戦乱のサムライキングダム》……ゲスト
- ニコニコ超会議 2015 DAY2 テレビ東京コミュニケーションズブース　《つくり場　超会議2015スペシャル》……ゲスト
- DeNA×とらのあな『にごどる！ふぉーすしーずんっ　公開収録LIVE』 ……(星宮こもも役)
- 日経IRフェア2014 QUICKブース《美少女キャラクターが企業情報を発信する“IRroid”セミナー》……(九十九蘭役)
- コミケットスペシャル6　すのこタン。ブース《トークショー》」……(あるみさん役)
- 『AK-GARDEN』……(ガデ子役)
- TGS2013ブシロードブース 《ファイブクロスTGS2013発表会/ファイブクロス スペシャルステージ》 ……(アシスタントMC)
- TGS2011『Docomo Xperia PLAY 発売記者会見』

### その他
- 日経BP社セミナー司会
- FPD2011 主催者日経BP社ブース 英語対応
- TGS2011 Sony Ericssonブース プレス取材対応/英語対応
- Xperia@RIZE
- 企業合同ゴルフコンペ 表彰式
- パシフィコ横浜プライベートショー